# Georges de Feure

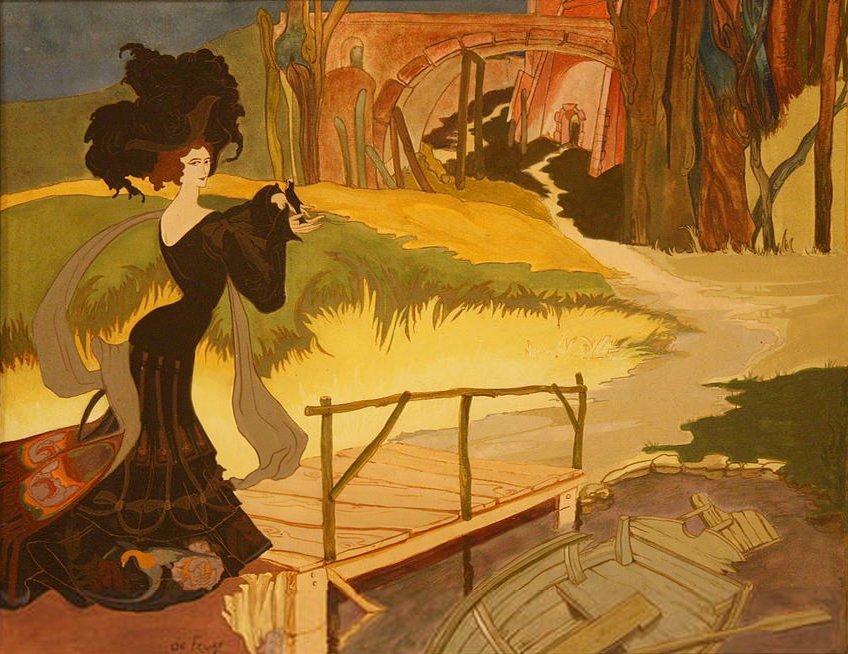
La Femme sur le Pont (1900)

Georges de Feure, seudónimo de Georges Joseph van Sluijters (París, 6 de septiembre de 1868-ibídem, 26 de noviembre de 1943) fue un pintor, cartelista, diseñador, escenógrafo y marchante de arte francés, a caballo entre el simbolismo y el modernismo. 

## Biografía
Nació en París hijo de padre neerlandés y madre belga, pero a los dos años su familia retornó a los Países Bajos debido a la Guerra franco-prusiana. Estudió en la Rijksakademie van beeldende kunsten de Ámsterdam. En 1889 se instaló de nuevo en París, donde se adentró en el ambiente simbolista y trabajó como ilustrador de Le Courrier français y Le Figaro Illustré. Fue amigo de los compositores Claude Debussy, Maurice Ravel y Erik Satie. En su obra se aprecia la influencia de la literatura de Charles Baudelaire y Georges Rodenbach.
Su estilo era muy decorativista y se dedicó preferentemente a la elaboración de carteles teatrales. Desarrolló un tipo de imagen de mujer a la moda que tuvo gran éxito en la Belle Époque. Fue también autor de acuarelas, que expuso en el Salon de la Rose+Croix. Expuso también en la Secesión de Múnich en 1896. También diseñó muebles y objetos decorativos.
En 1900 realizó la fachada y decoración interior del Pavillon de l'Art Nouveau para la Exposición Universal de París. En 1909 fundó De Feure & Deperdussin (DFD & Cie), una compañía de construcción de aeroplanos a retropropulsión inversa, que diseñaba él mismo.
En los años 1920 su estilo evolucionó hacia el art déco.